# Миске, Билли
Билли Миске (англ. Billy Miske), известный под псевдонимом «Удар молнии из Сент-Пола» (англ. The Saint Paul Thunderbolt) (12 апреля 1894 — 1 января 1924), — профессиональный боксёр из Сент-Пола, штат Миннесота. За время карьеры у него было несколько серий поединков со множеством великих бойцов всех времён, включая Гарри Греба, Джека Демпси, Джека Диллона, Томми Гиббонса, Билла Бреннана, Баттлинга Левински и других. Несмотря на то, что карьера его оказалась непродолжительной из-за болезни и ранней смерти, статистический сайт BoxRec по-прежнему называет Миске 26-м номером в рейтинге супертяжеловесов всех времён.

## Профессиональная боксерская карьера

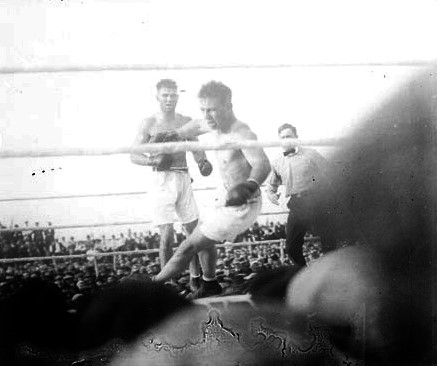
Миске падает во время боя с Джеком Демпси в 1920 году

Американец немецкого происхождения, Миске имел рост 180 см и на протяжении своей карьеры весил от 72 до 86 кг. Его менеджерами были Джон Перл «JP» Смит (1913—1918) и Джек Редди (1918—1923).
Миске родился в Сент-Поле, штат Миннесота. Он начал свою карьеру в среднем весе. В течение карьеры он успешно выступал в полутяжёлом и супертяжёлом весе, победив многих известных бойцов. 6 сентября 1920 года Миске проиграл Джеку Демпси в третьем раунде боя за звание чемпиона мира по боксу в супертяжёлом весе. Это был первый бой за титул чемпиона в супертяжёлом весе, который транслировался по радио, и это был единственный раз, когда Билли Миске был нокаутирован.
В его карьере было 65 побед при 6 поражениях, а профессиональным рекордом стали 43 победы (из них 33 — нокаутом) в 48 поединках. В течение двух лет, в 1921 и 1922-м, уже смертельно больной, он провёл 21 бой и лишь в одном проиграл Томми Гиббонсу.

## Болезнь и смерть
Миске провёл свой последний бой против Билла Бреннана, с которым он встретился 7 ноября 1923 года. На этом этапе своей жизни Миске знал, что у него осталось совсем немного времени, прежде чем его почки откажут (врачи сказали, что боксёру осталось жить всего несколько месяцев из-за нефрита, известного в начале века как «болезнь Брайта»). Однако из-за трудного финансового положения своей семьи Миске решил, что ему нужно выйти на ринг.
Боксёр вышел на ринг, чтобы заработать денег на празднование Рождества для своей семьи и чтобы обеспечить её дальнейшее благополучие. Здоровье не позволяло ему тренироваться перед боем. Несмотря на это, Миске нокаутировал Бреннана в четвёртом раунде. Миске умер в Сент-Поле, штат Миннесота, от почечной недостаточности менее чем через 2 месяца, 1 января 1924 года.

## Наследие
Типичная характеристика Миске — недооценённый боец. Утверждается, что Миске заслужил, но так и не получил титульные матчи с Джеком Диллоном, Битлингом Левински и Жоржем Карпентье. Его три записанных поражения — это бои против Джека Демпси, Кида Норфолка и Томми Гиббонса. Все три противника входят в Зал славы бокса, тогда как его список побеждённых противников пестрит самыми легендарными именами в истории бокса. Окончательный профессиональный результат Миске: 72-15-14 с 33 победами нокаутом. 8 декабря 2009 года было объявлено, что Миске будет включён в число спортсменов, имена которых значатся в Международном зале боксерской славы в 2010 году. 28 сентября 2012 года имя Билли Миске появилось в Зале славы бокса Миннесоты.
В кинематографе
По истории жизни боксёра был снят фильм «Билли Миске: Удар молнии из Сент-Пола», совместно с Университетом Джорджа Мейсона. В 2008 вышел биографический телевизионный фильм в серии программ, посвящённых спорту, «Удивительные спортивные истории» (подразделение FOX Sports) — «Билли Миске: Борьба мертвеца».